# رطبان قرمزي
رطبان قرمزي (الاسم العلمي: Hygrocybe coccinea) هو نوع من الفطريات يتبع جنس الرطبان من الفصيلة الهدبانية.